# ゼウクシスとしての自画像
『ゼウクシスとしての自画像』（ゼウクシスとしてのじがぞう、蘭: Zelfportret als Zeuxis, 独: Selbstbildnis als Zeuxis, 英: Self-Portrait as Zeuxis）あるいは『笑う自画像』（英: Self-Portrait Laughing）は、オランダ黄金時代の巨匠レンブラント・ファン・レインが1668年ごろに制作した自画像である。油彩。油彩画だけで40を超えるレンブラントの自画像のうち晩年に制作された作品の1つで、その笑う姿のためにレンブラントの自画像の中でも特に異色の作品として知られる。この笑う姿はレンブラント晩年の精神の現れとも見なされ、様々な解釈が行われている。現在はケルンのヴァルラフ・リヒャルツ美術館に所蔵されている。

## 作品
レンブラントは鑑賞者に向かって笑いかける年老いた自分自身の姿を描いている。その描写は容赦のない率直さであり、多くの絵具で、額および頬の皺や目の下の重いたるみといった自身の老いた人相を描写している。画面の中のレンブラントは老画家は絵筆を支えるのに用いる腕木を持ち、やや前かがみの姿勢で立ち、眉を上げて口を開いている。画家の姿勢はまるで画面に不意に現れたかのような印象を与え、その笑みは不気味とも受け取れる。この笑みについて日本の美術史家の尾崎彰宏は「鬼相の輝き」に似ており、鑑賞者を不安な気持ちにさせ、内省的な気分へ誘いこむと評している。画家は頭に白い帽子を被り、ゆったりとした上着を羽織り、首にメダイヨンのネックレスを掛けている。半身像で描かれた老画家は斜め上から降り注ぐ光によって頭部と左肩を明るく照らし出されているが、左肩から背中にかけて画面右端で断ち切られている。画面下には画家が持つ腕木が見える。画面左端には1人の人物像が立っている。しかし人物を描いたものなのか彫像なのかはっきりしない。しかしその顔は鼻とあごを含むわずかな部分を残して画面が断ち切られており、おそらく不機嫌な表情をしていること以外にうかがい知れることはない。
X線撮影を用いた科学的調査は、レンブラントが制作の過程で大きく変更していることを明らかにした。当初、レンブラントは自画像の表情に大きな笑みを与えておらず、左手に腕木を持ち、キャンバスに向かって絵筆を持った右手を伸ばしていた。また画面左端の人物像の頭部は後から張り変えられたものであることが判明している。
制作年は日付が描き入れられていないために、研究者によって1663年からレンブラントが死去する1669年ごろの間で揺れている。ヴァルラフ・リヒャルツ美術館は1668年ごろとしている。

## 解釈

### 19世紀の説

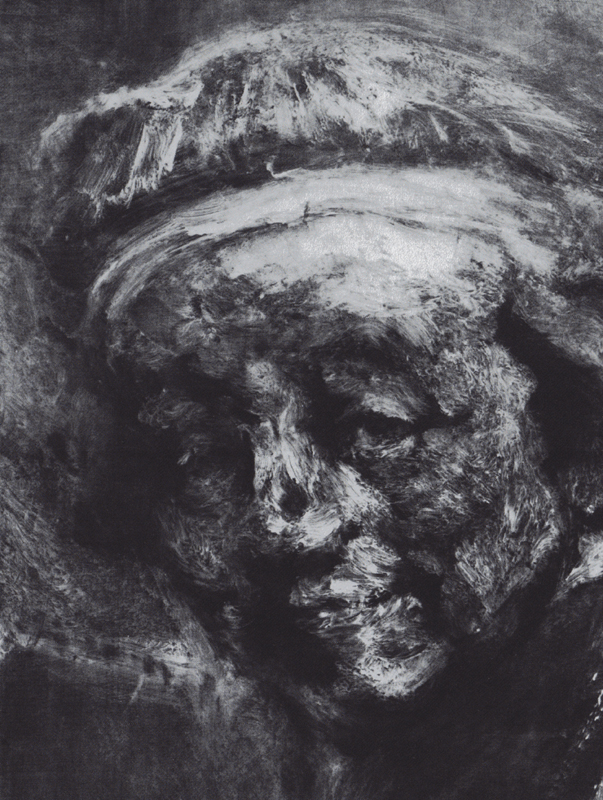
自画像の頭部のX線画像。

19世紀の美術史家ルネ・メナール（René Ménard）やフランソワ＝エミール・ミシェルは、自画像の笑いを晩年のレンブラントの楽観的な精神の現れとして考えた。すなわち、レンブラントは晩年に様々な不幸に見舞われたが、芸術活動を行っている限りその画家は幸福でいられるという満足感を表していると考えた。20世紀初頭に入ると、ヴィルヘルム・フォン・ボーデやコルネリス・ホフステーデ・デ・フロートは、本作品に描かれたレンブラント像が単純な写実的描写による作品ではなく、笑う仮面を被った自分自身を描いたものとした（1902年）。一方、ヤーコブ・ローゼンベルクはレンブラントの自画像ではなく『笑う男』とした（1906年）。

### デモクリトス説
自画像の不思議な笑いについて、オランダの美術史家フレデリク・シュミット＝デーフネルは最初に具体的な解釈を行った。デーフネルによると本作品はレンブラントが自身を古代ギリシアの哲学者デモクリトスに見立てて描いたものである。原子論で知られるデモクリトスは、快活であることを理想としたために「笑う哲学者」としても知られていた。この説は1932年にアムステルダムで開催されたレンブラント展のカタログで発表された。16世紀から17世紀のネーデルラントでは、デモクリトスは同じく古代ギリシアの哲学者ヘラクレイトスとともに繰り返し絵画の主題として取り上げられた。万物流転を提唱したことで知られるヘラクレイトスは、デモクリトスと反対に「泣く哲学者」、「暗い人」と称された。そこでヴォルフガング・ステコウはデーフネルの説を受けて、自画像をネーデルラントの絵画的伝統の中に位置づけ、本作品においてレンブラントはデモクリトスに扮しており、画面左端の不機嫌そうな顔つきの人物像をヘラクレイトスと見なした（1944年）｡  
しかしこのデモクリトス説は後に科学的調査に基づいて重要な反論がなされた。すなわち、ユストゥス・ミュラー・ホーフステッドが行ったX線撮影によって、ヘラクレイトスとされた人物像の頭部はキャンバスが後で張り変えられたものであることが判明した。そのため本来の頭部がどのように描かれていたのかは不明であると言わざるを得ず、デーフネルとステコウの説の根拠が失われることになった。

### テルミヌス説

ハンス・ホルバインの木版画『ロッテルダムのエラスムスの肖像』。

これに対して、画面左端の人物像を手掛かりに解釈をしたのは、ポーランド出身の美術史家ヤン・ビアロストッキであった。ビアロストッキは科学調査に基づいてこの人物像の頭部をレンブラントの真筆ではないとし、ヘラクレイトスとする説を否定した。またX線画像からレンブラントが自身の肖像に変更を加えていることに注目し、レンブラントの着想源はハンス・ホルバインの木版画『ロッテルダムのエラスムスの肖像』（Erasmus of Rotterdam）であると考えた。この木版画ではデジデリウス・エラスムスは古代ローマの境界の神テルミヌスの彫像に手を置いた姿で描かれている。そこでビアロストッキは画面左端の人物像をテルミヌスの像と同一視し、主題を「ヘルマ柱を伴う男」とした（テルミヌスの石像は古代ギリシアの境界の標石であるヘルマ柱に相当する）。テルミヌスはカピトーリウムの丘で崇拝された古い神で、「何者にも降伏しない」（Concedo nulli）ことを信念とし、ユピテルに降伏することなくカピトーリウムの神殿にとどまり続けた神であることから、レンブラントはテルミヌス神の像とともに、不幸の運命に屈することのない笑みを湛えた自身の肖像画を描いたのではないかと解釈した｡

### ゼウクシス説

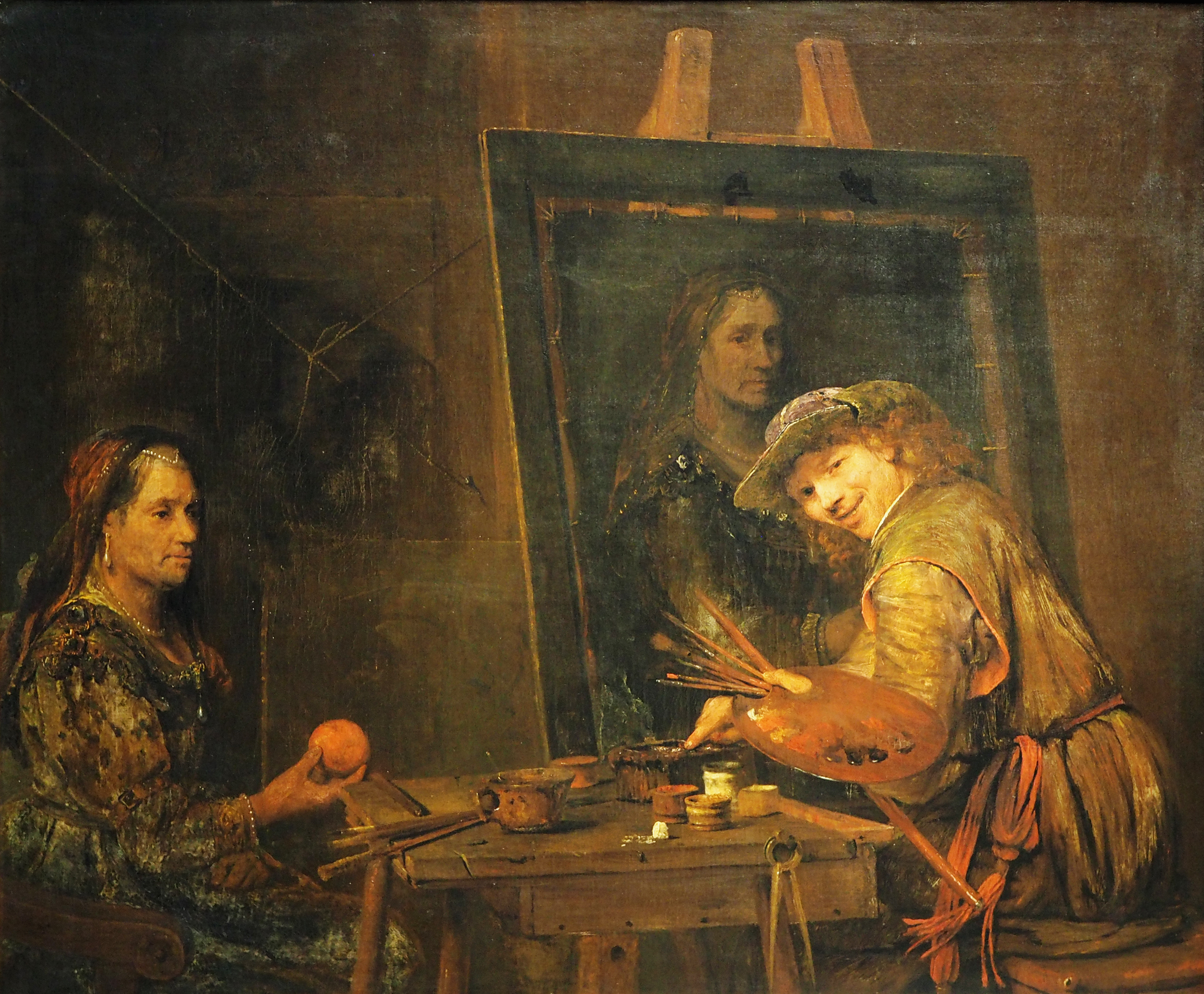
アールト・デ・ヘルデルの『醜い老女を描いたゼウクシスとしての自画像』。1685年。シュテーデル美術館所蔵。

これらの説に対して、アルベルト・ブランカルトは最初期の記録の1つである1761年出版のガイドブック『ロンドンとその近郊』の中で本作品が「老女を描くレンブラント」と記載されていることに注目し、古代ギリシアの画家ゼウクシスの伝説に基づいた作品であると考えた。伝説によると、ゼウクシスはしわだらけの老いた妻（あるいは老婆）をモデルに絵画を描いている最中、激しい大笑いをして窒息死したとされる。この伝説は紀元1世紀の文法学者マルクス・ウェリウス・フラックスの『語義論』（De verborum significatione）までさかのぼり、17世紀初頭にカレル・ヴァン・マンデルは『画家の書』で紹介している。さらにレンブラントの弟子サミュエル・ファン・ホーホストラーテンも、著書『絵画芸術の大学への手引き、もしくは目に見える世界』（Inleyding tot de hooge schooleder schilderkonst: Anders de zichtbare werelt）の中でゼウクシスの伝説について言及している。これらのことから、ゼウクシスの伝説は17世紀のオランダの画家たちの間で広く知られていたことが分かる。その1例としてレンブラントの最後の弟子アールト・デ・ヘルデルは『醜い老女を描いたゼウクシスとしての自画像』（Self-Portrait as Zeuxis Portraying an Ugly Old Woman）を制作している。ヘルデルはボイマンス・ヴァン・ベーニンゲン美術館所蔵の『アブラハムと天使』（Abraham and the Angels） 、ドレスデン美術館所蔵の『エッケ・ホモ』（Ecce homo）など、レンブラントを下敷きにした作品が多いため、ブランカルトはヘルデルの自画像もまたレンブラントの作品に基づいているに違いないと考え、古い記録で「老女を描くレンブラント」と記載された本作品の主題を「老女を描くゼウクシスに扮したレンブラント」と主張した。もっとも、美術史家の尾崎彰宏は、レンブラント以前に措かれたゼウクシスを主題とする絵画は非常に珍しく、実質的に弟子へルデルの作品に依拠して主題を特定している点は否定できないとし、ブランカルトがそれ以前の学説に対して主張した作例の少なさに対する批判はブランカルト自身にも言えると指摘している。このブランカルトの説についてはレンブラント研究の大家クリスティアン・テュンペルから批判を受けているが、現在ではおおむねゼウクシスに扮したレンブラントの自画像として認められている。

## 来歴
絵画の初期の来歴は不明である。記録に残っている最初の確実な所有者は、1758年に死去したイギリスの外交官ルーク・シャウブであり、彼の死後の競売で肖像画を購入したのがユダヤ系銀行家のサンプソン・ギデオンであった。サンプソン・ギデオンの死後、絵画は息子である初代アードリー男爵サンプソン・アードリーの娘マリア・マーロウ・アードリーMaria Marowe Eardley）と結婚した第14代セイ・アンド・セレ男爵グレゴリー・ウィリアム・アードリー＝トゥイスルトン＝ファインズ（William Eardley-Twisleton-Fiennes, 14th Baron Saye and Sele）に相続された。肖像画は2代にわたってセイ・アンド・セレ男爵家が所有したのち、初代アードリー男爵の娘シャーロット・エリザベス・ギデオン（Charlotte Elizabeth Gideon）の息子である第3代準男爵カリング・アードリー・スミス卿に相続された。準男爵の死後の1868年、肖像画は競売にかけられ、フランスの美術収集家レオポルド・ドゥブラによって購入された。レオポルド・ドゥブラが1881年に死去すると、そのコレクションは競売で売却された。最終的に肖像画はドイツの美術収集家ヴィレム･アドルフ･フォン･カルスタンイェン（Wilhelm Adolph von Carstanjen）が所有するところとなり、彼の相続人によって、1905年から1910年にかけてベルリンのフリードリヒ＝ヴィルヘルム美術館（Friedrich-Wilhelm-Museum ）に、1910年から1936年にかけてミュンヘンのアルテ・ピナコテークに貸与された。ヴァルラフ＝リヒャルツ美術館が肖像画を購入したのは1936年のことである｡

## ギャラリー
レンブラントの最晩年の自画像

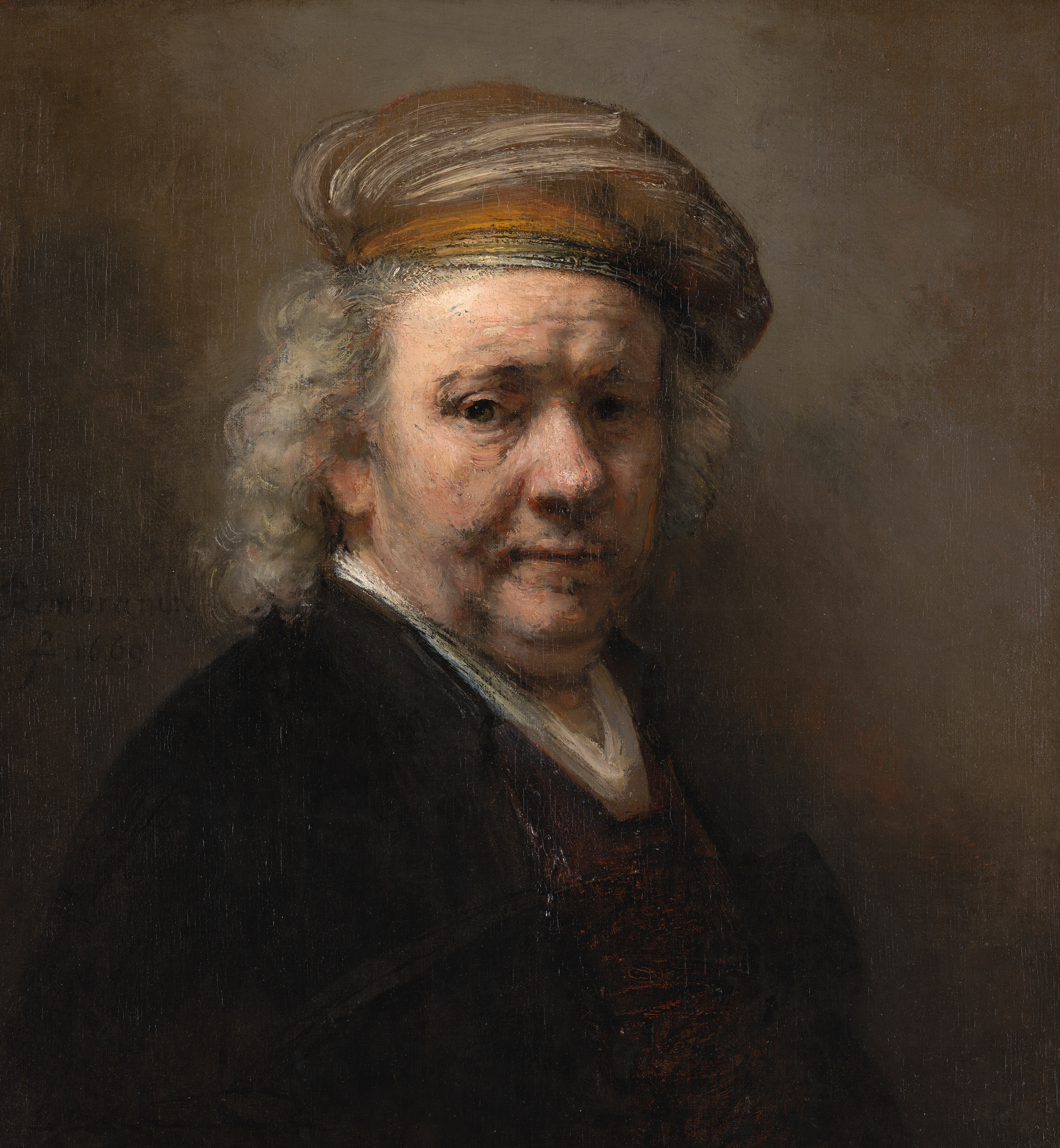
『自画像』1669年 マウリッツハイス美術館所蔵
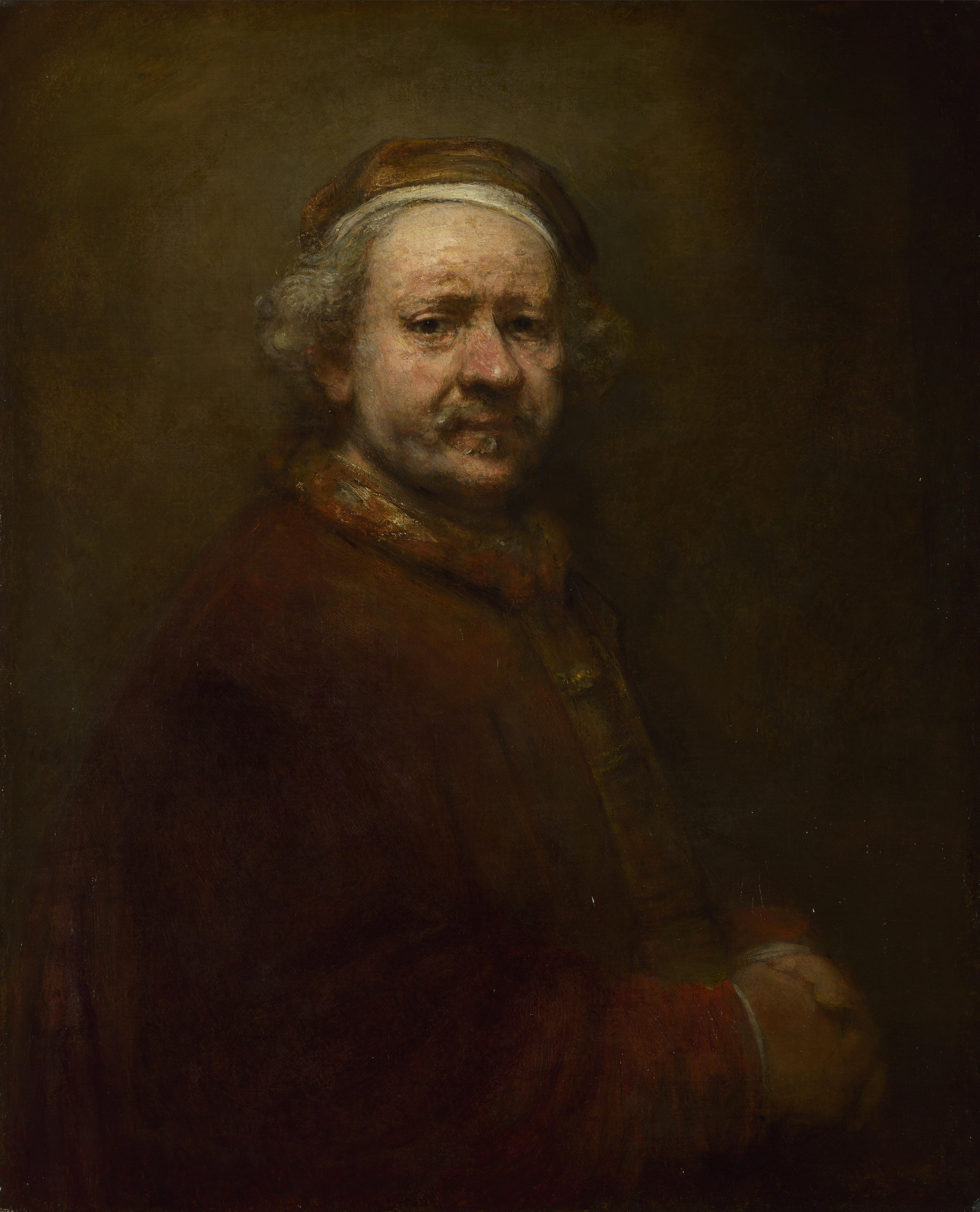
『63歳の自画像』1669年 ロンドン・ナショナル・ギャラリー所蔵
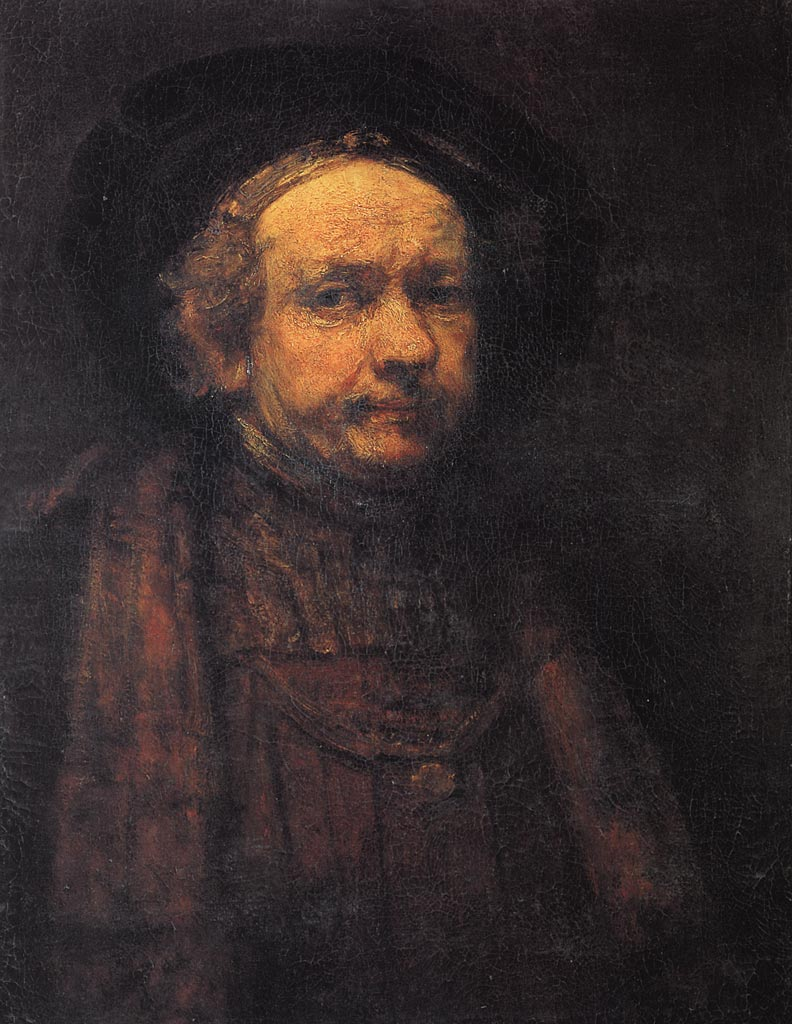
『自画像』1669年 ウフィツィ美術館所蔵